# Physical Culture
Physical Culture è un cortometraggio muto del 1911 diretto da Frank Wilson.

## Trama
Il film tratterebbe di due uomini che aprono una scuola per insegnare ginnastica alle ragazze.

## Produzione e distribuzione
Il film fu prodotto e distribuito dalla Hepworth. Cortometraggio di 99 metri, uscì nelle sale cinematografiche britanniche nell'agosto 1911.
Si conoscono pochi dati del film che fu distrutto nel 1924 dallo stesso produttore, Cecil M. Hepworth. Fallito, in gravissime difficoltà finanziarie, il produttore pensò in questo modo di poter almeno recuperare il nitrato d'argento della pellicola.